# Анзоб
Анзо́б — перевал через Гиссарский хребет в Таджикистане.
Высота перевала достигает 3372 м. С севера происходит относительно пологий подъём по долине одноимённой реки, на юге — крутой спуск серпантином в верховье реки Варзоб.
Через перевал проходит шоссе «Ташкент — Душанбе». С декабря по июнь перевал закрыт из-за снежных заносов и лавин.